# Orde van Negeri Sembilan
De Meest Verheven Orde van Negeri Sembilan of "Darjah Tertinggi Negri Sembilan" werd op 24 mei 1979 door Tuanku Ja'afar, gekozen vorst van Negeri Sembilan ingesteld.De onderscheiding kent een enkele graad en wordt uitsluitend aan de zes in de Undang Laut of College van Keurvorsten zetelende hoofden van de federatie van Negeri Sembilan verleend. 
De leden of "Ahli" van de orde dragen de letters "DTNS" achter hun naam.